# ジョン・レスリー・ブレック
ジョン・レスリー・ブレック（John Leslie Breck、1860年4月10日 - 1899年）は、アメリカ合衆国の画家である。ドイツ、フランスで学び、アメリカにおける初期の印象派のスタイルの画家の一人で、多くの作品を残したが、39歳で事故死した。

## 略歴
父親はアメリカ海軍の士官で、家族で赴任先からアメリカに帰国する香港沖の船上で生まれた。マサチューセッツ州のニュートンで育った。ウースター郡の高校を出た後 、ミュンヘン美術院で学び、1882年にボストンに戻り、画家として働き始めた。
1886年に再びヨーロッパに渡り、パリの私立美術学校、アカデミー・ジュリアンで学び、新しい美術のスタイルに触れた。ギュスターヴ・ブーランジェやジュール・ジョゼフ・ルフェーブルに学び、パリに留学している多くのアメリカ人画家と知り合った。1887年にウィラード・メトカーフとセオドア・ロビンソンと印象派の画家、クロード・モネの邸があり、多くのアメリカ人画家が活動したジヴェルニーも訪れた。ジヴェルニーではモネの義理の娘、ブランシュ・オシュデ・モネや、後にモネの義理の娘、スザンヌ・オシュデ・モネと結婚することになるアメリカ人画家、セオドア・アール・バトラーと写生旅行もした。1888年と1889年のパリのサロンに作品を出展した後、1890年に帰国した。
1890年にボストンの知識人クラブ、セント・ボトルフ・クラブ(St. Botolph Club)で作品を展示した。ニュートンにスタジオを開き、印象派のスタイルの作品を描いた。1899年にボストンでガス灯用のガスによる中毒死で39歳で亡くなったと伝えられている。

## 作品

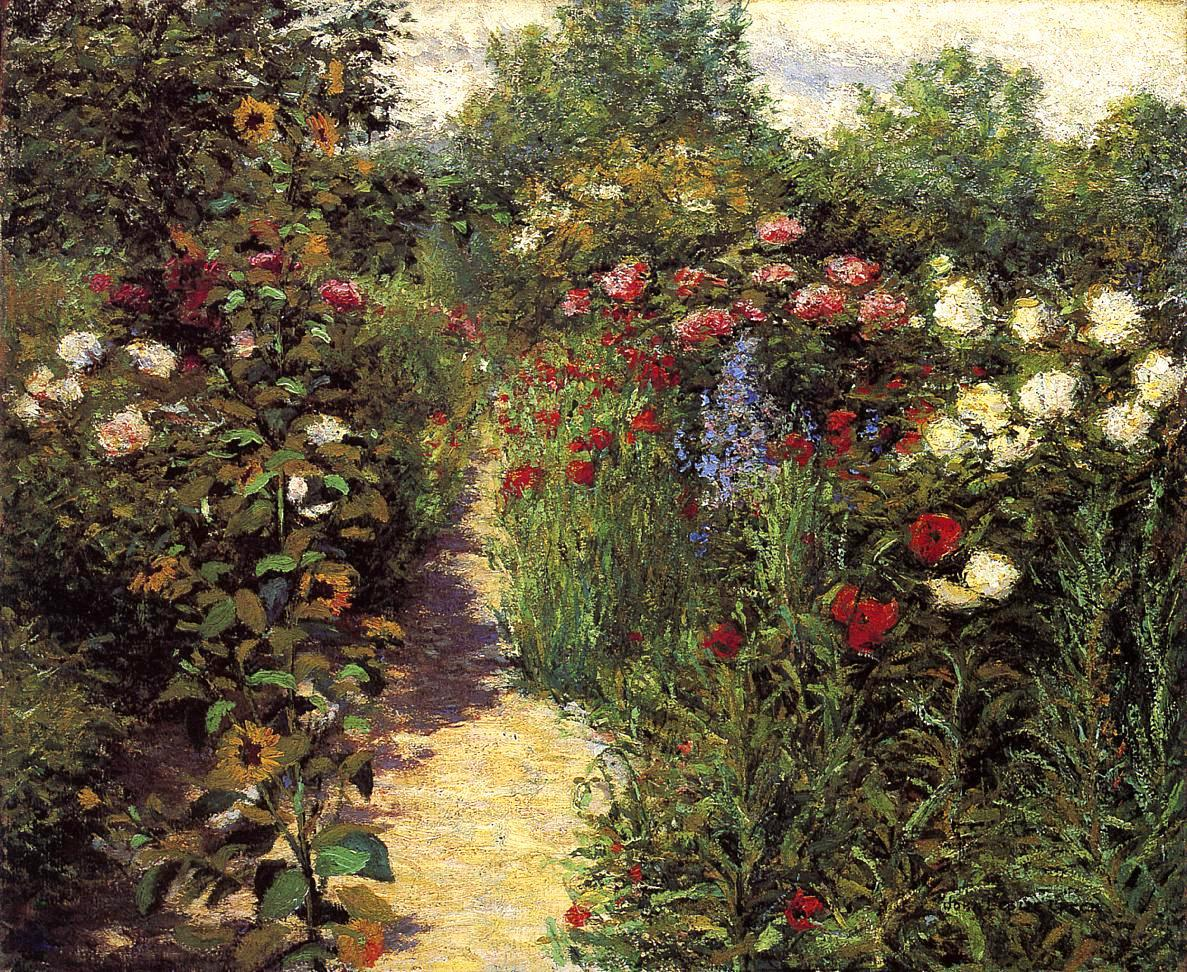
ジヴェルニーの庭園 (1887)
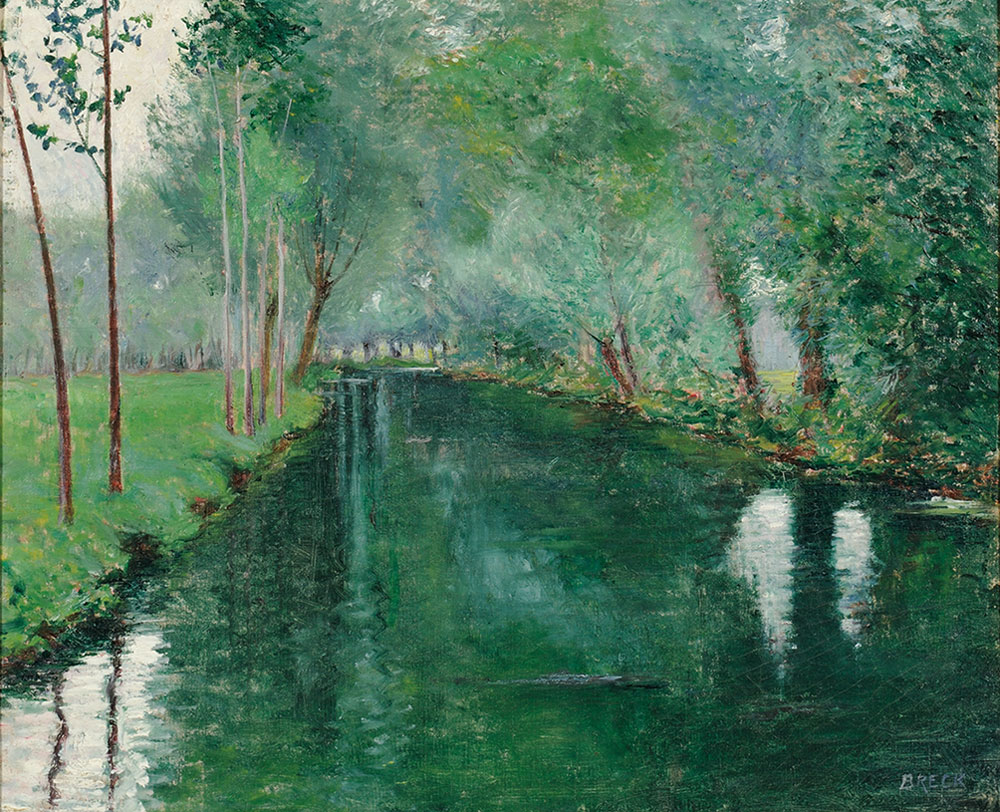
" The river Epte, Giverny"  (1887)
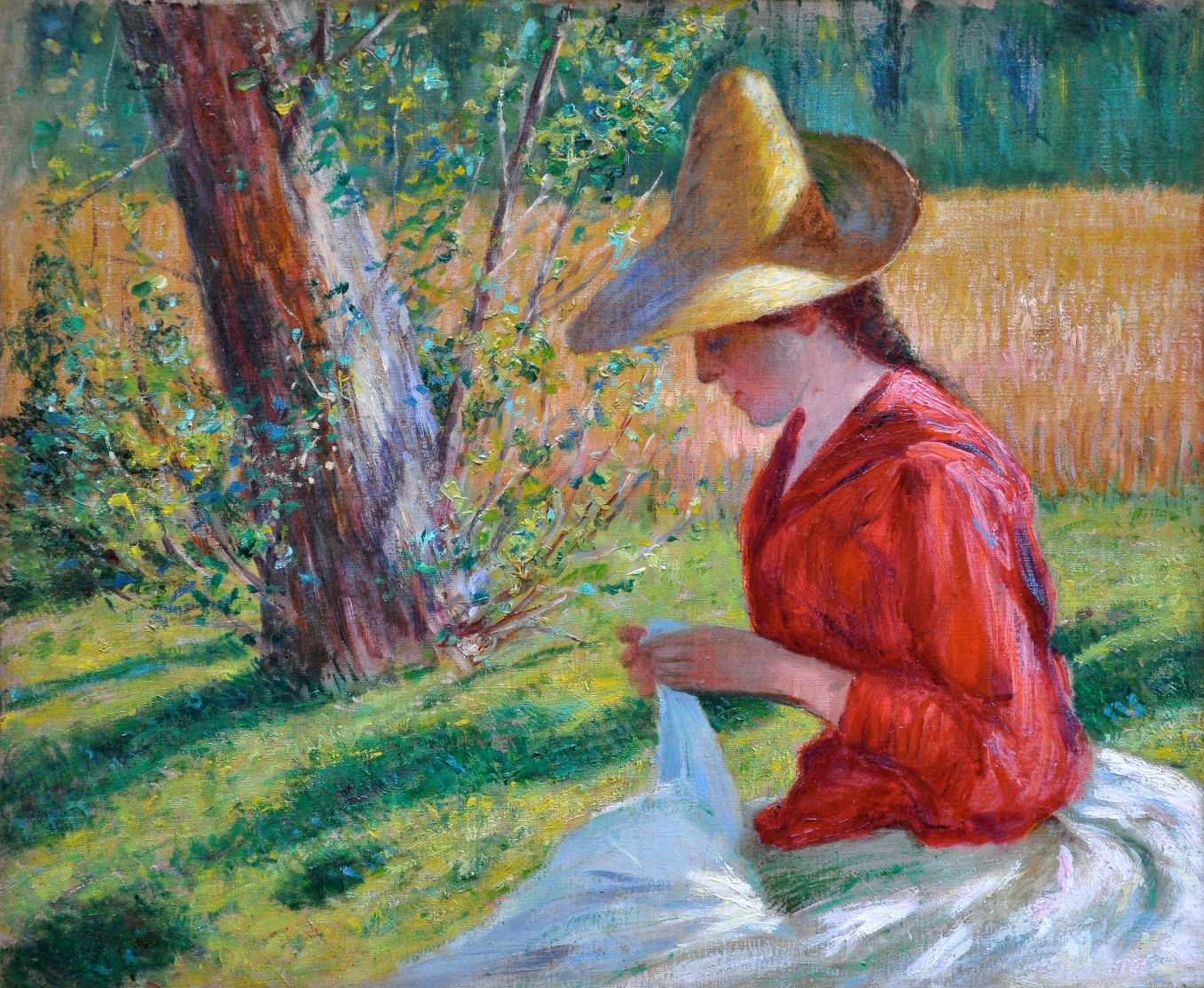
縫物をするスザンヌ・オシェデ・モネ (1888)
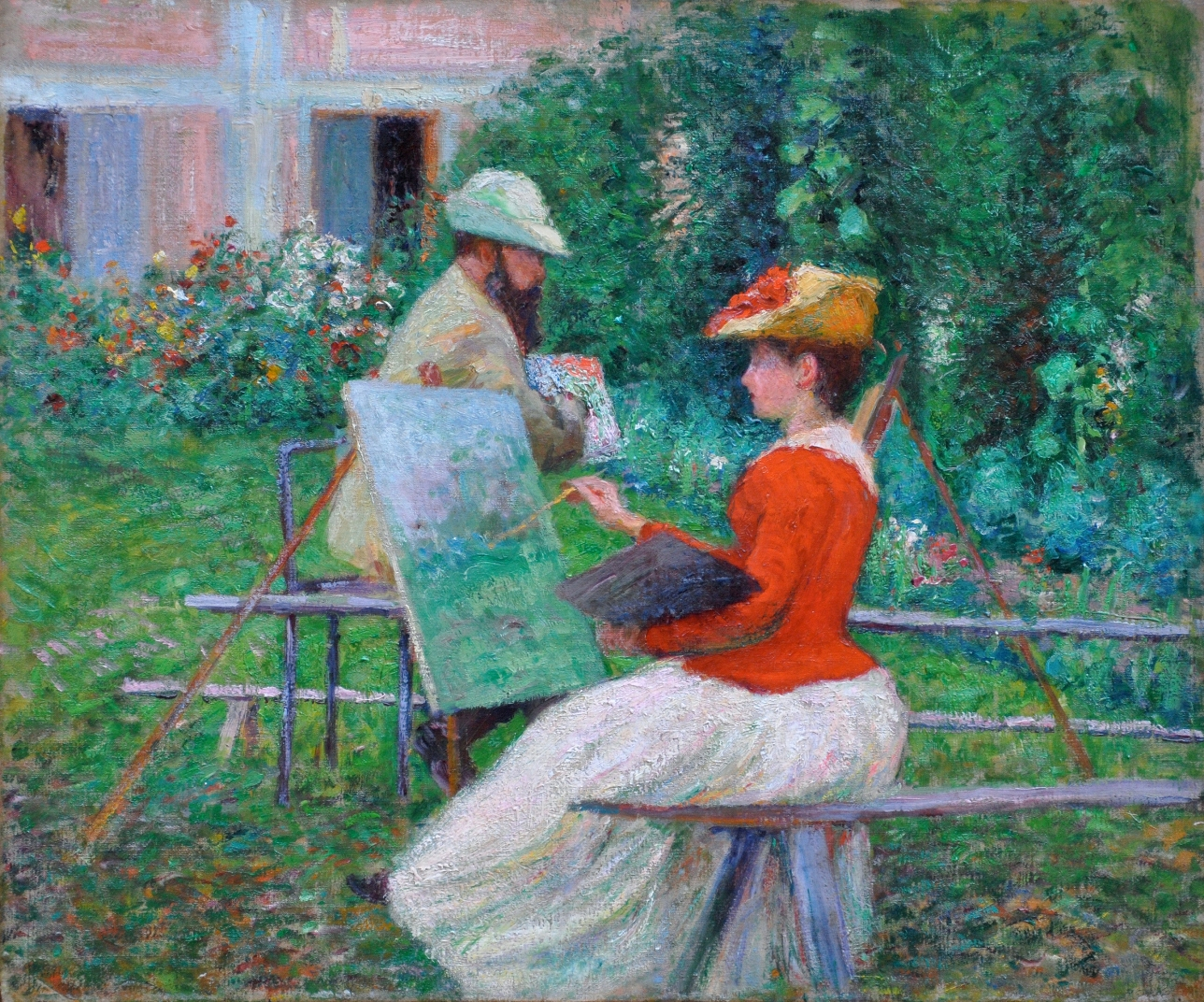
" Chez Monet" (1888)
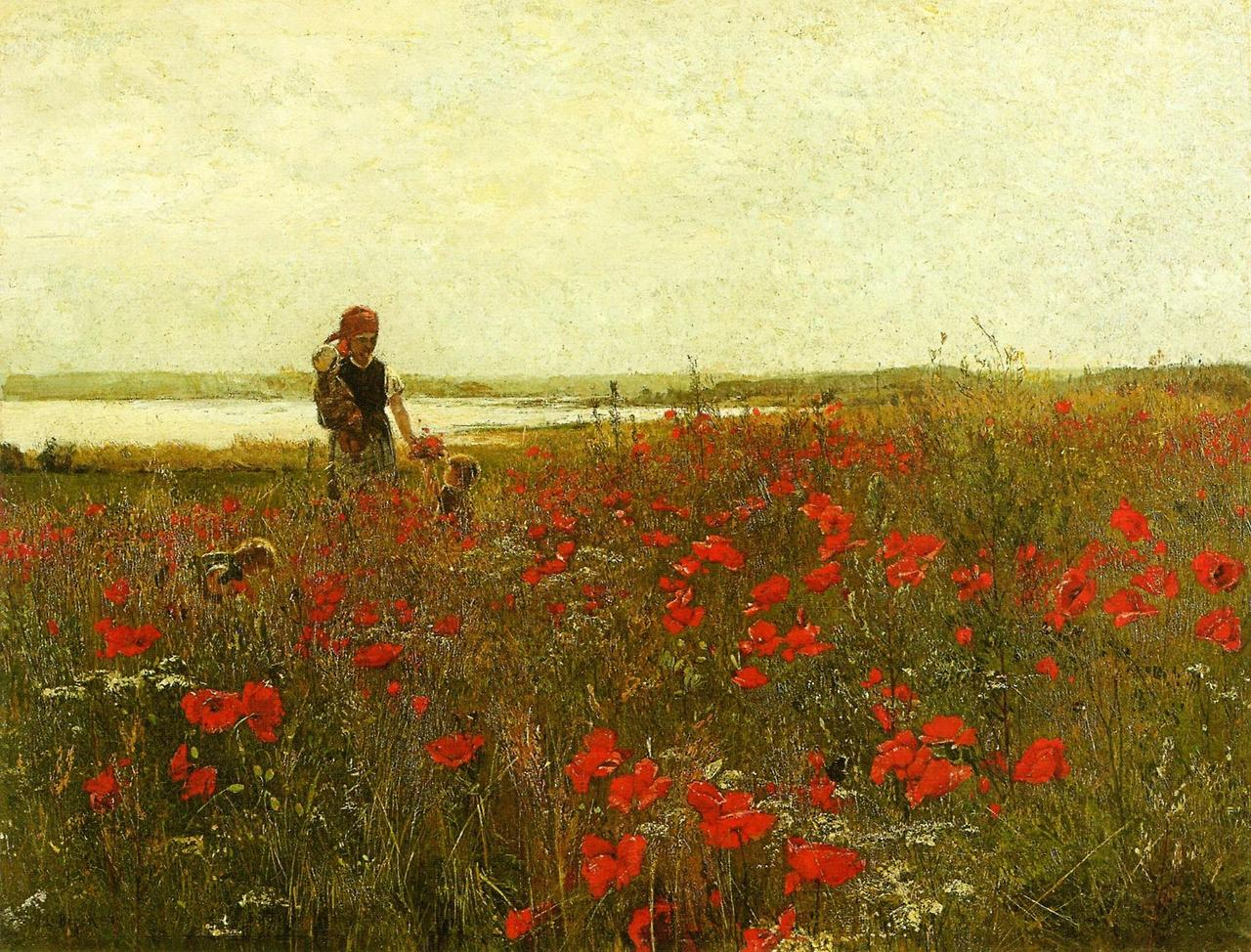
"Poppies"(1890)
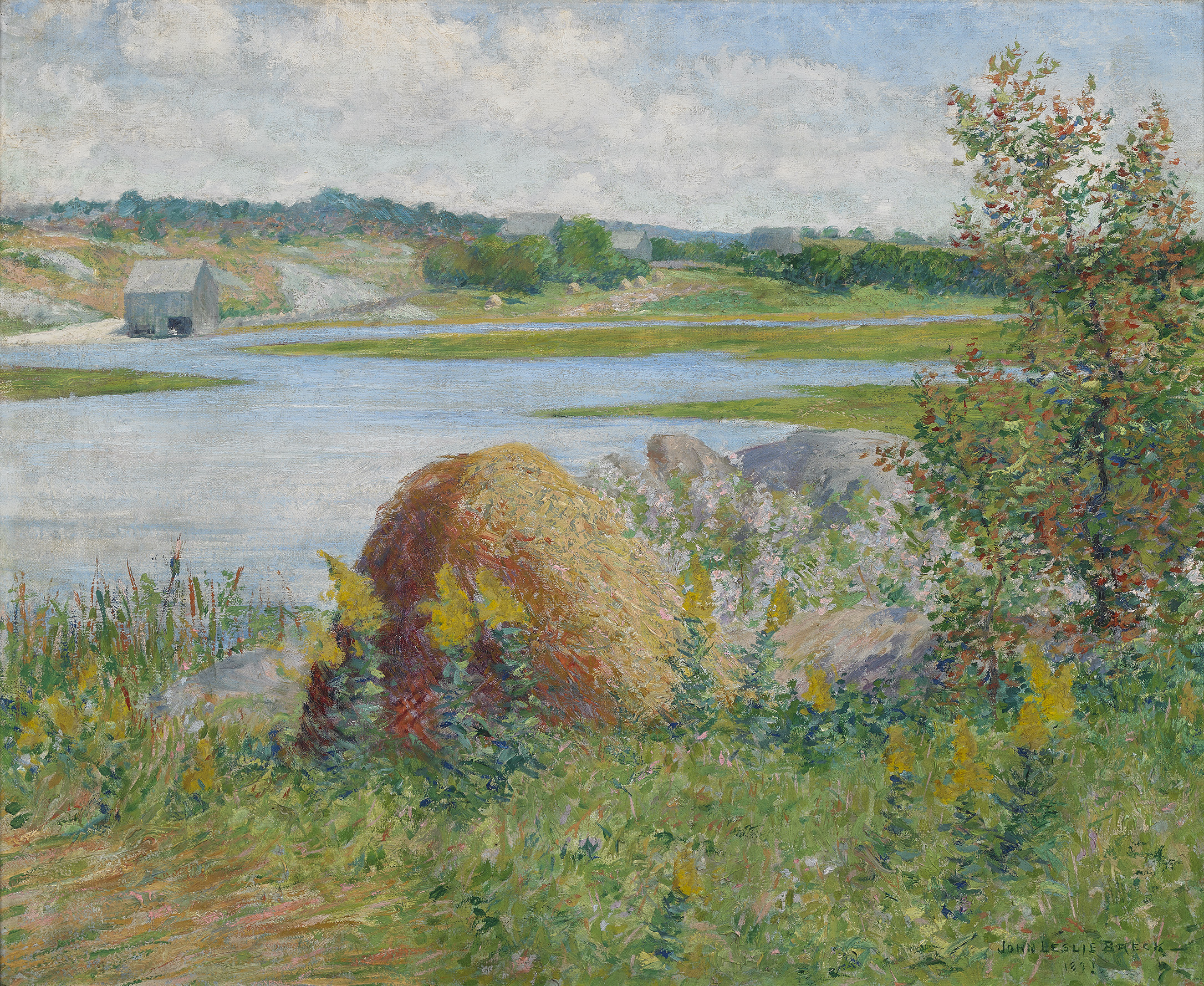
"On the Essex River" (1891)